# Bath & Body Works, Inc.
Bath & Body Works, Inc., davor als L Brands und bis 2013 als Limited Brands bekannt, ist ein US-amerikanisches Einzelhandelsunternehmen mit Hauptsitz Columbus (Ohio). Es hatte 57.157 Mitarbeiter und einen Umsatz von mehr als 7 Milliarden USD im Geschäftsjahr 2024.

## Überblick
Der Konzern ist an der Börse in New York notiert (S&P 500-Index). Bath & Body Works, Inc. ist kein Franchiser, sondern betreibt nur eigene Filialen.

## Der Gründer
Gründer und heute CEO sowie Chairman des Unternehmens ist Leslie Wexner. Er gilt als reichster Einwohner von Ohio. 1984 gründete er eine nach ihm benannte Stiftung. Nach seinem Vater ist das Wexner Center for the Arts der Ohio State University in Columbus benannt. Wexner ist Eigner der Megayacht Limitless (dt.: Grenzenlos) – zur Zeit ihrer Erbauung die größte Yacht der USA – deren Name eine Anspielung auf den Unternehmensnamen ist.
Im Mai 2020 zog sich Wexner als CEO zurück. Die Aktionäre von L Brands reichten am 14. Januar 2021 beim Court of Chancery of Delaware eine Klage ein, in der sie behaupten, dass der ehemalige Vorsitzende Wexner unter anderem eine „tief verwurzelte Kultur der Frauenfeindlichkeit, des Mobbings und der Belästigung“ geschaffen habe und von den Missbräuchen des beschuldigten Sexhändlers Jeffrey Epstein gewusst habe, wodurch er seine Treuepflicht gegenüber dem Unternehmen verletzt und die Marke abgewertet habe.

## Geschichte
Die Eltern von Wexner waren 1912 aus Russland emigriert und haben von 1951 bis 1964 selbst ein Kleidergeschäft in Columbus betrieben, nachdem die Mutter Bella Cabakoff zuvor zwei Jahrzehnte bei der US-Warenhauskette Lazarus im Einkauf gearbeitet hatte. 1963 gründete Leslie Wexner mit einem Startkapital von 5000 Dollar, die er sich von seiner Tante geliehen hatte, in einem Einkaufszentrum in Upper Arlington sein eigenes Geschäft. Er nannte es zunächst The Limited, da es sich im Gegensatz zu dem seiner Eltern auf junge Damenmode beschränkte.
Das Geschäft, in dem Vater Harry Weixner noch bis zu seinem Tod 1975 Chairman war und auch die Mutter bis zu ihrem Tod 2001 in der Geschäftsleitung vertreten war, entwickelte sich erfolgreich. 1969 wurde das Unternehmen an die Börse gebracht und erhielt dabei den jetzigen Namen; die Familie hielt weiter 17 % der Aktien. 1977 verlegte man den Sitz an den heutigen Ort. In den 1980er Jahren konnte es sich weiter stark vergrößern, bedingt auch durch mehrere Übernahmen, darunter 1988 als größte 25 Abercrombie & Fitch-Häuser. In den 1990ern wurden einige neue Label gegründet, 1996 A&F wieder verkauft.
2007 übernahm das Investmentunternehmen Sun Capital Partners einen Mehrheitsanteil von 75 % an der Bekleidungssparte von Limited Brands. Das Unternehmen firmiert seit 2013 unter dem Namen L Brands. 2020 kauft die Beteiligungsgesellschaft Sycamore ein Mehrheitspaket von 55 % an der Victoria’s Secret Marke für USD 525 Mio. L Brands behält eine Minderheitsbeteiligung von 45 %.
Im März 2021 kündigte L Brands an, Victoria’s Secret als eigenständiges börsennotiertes Unternehmen auszugliedern und seinen Namen in Bath & Body Works, Inc. zu ändern. Am 3. August 2021 war die Abspaltung abgeschlossen, und die Bath & Body Works-Aktien wurden unter dem Tickersymbol „BBWI“ gehandelt.

## Marken
Weitere Vertriebsmarken der Gruppe waren eine Minderheitsbeteiligung an Victoria’s Secret – weltweit bekannt durch die jährliche Victoria’s Secret Fashion Show –, Pink, Bath & Body Works, Henri Bendel, C. O. Bigelow, The White Barn Candle Company und La Senza; die Marke Express wurde 2007 zu 75 % an Golden Gate Capital veräußert.
Seit 2022 kontrolliert der Konzern nur noch die Marke Bath & Body Works.